# Herniosina voluminosa
Herniosina voluminosa är en tvåvingeart som beskrevs av Marshall 1987. Herniosina voluminosa ingår i släktet Herniosina och familjen hoppflugor.
Artens utbredningsområde är New Hampshire. Inga underarter finns listade i Catalogue of Life.